# Капитоненко, Роман Анатольевич
Роман Анатольевич Капитоненко (род. 21 января 1981, Шостка, Сумская область) — украинский боксёр супертяжёлой весовой категории, выступал за сборную Украины с 2008 года по 2012-й. Серебряный призёр чемпионата мира, обладатель двух бронзовых медалей чемпионатов Европы, четырёхкратный чемпион национального первенства, заслуженный мастер спорта.

## Биография
Роман Капитоненко родился 21 января 1981 года в городе Шостка, Сумская область. Активно заниматься боксом начал уже в раннем детстве по наставлению троюродного дяди, ходил в зал исключительно для самообороны, но потом по-настоящему увлёкся этим видом спорта и стал показывать хорошие результаты. Сначала проходил подготовку в ДЮСШ Свема, под руководством детского тренера Никандра Фёдоровича Русских, затем переехал в Фастов, где продолжил тренироваться у Виктора Николаевича Войтенко. Первого серьёзного успеха на ринге добился в мае 2007 года, когда во втором тяжёлом весе одержал победу на мемориальном турнире Альгирдаса Шоцикаса в Каунасе. В том же году в июле завоевал серебряную медаль на турнире памяти Макара Мазая в Мариуполе.
В сборной Украины долгое время оставался на вторых ролях, проигрывая в конкурентной борьбе более удачливому Вячеславу Глазкову, но после того как тот в 2008 году перешёл в профессионалы, Капитоненко всё-таки добился лидерства в команде и стал ездить на крупнейшие международные турниры. В частности, выиграл национальное первенство и побывал на чемпионате Европы в Ливерпуле, откуда привёз медаль бронзового достоинства (на стадии полуфиналов со счётом 4:6 уступил болгарину Кубрату Пулеву).
На чемпионате мира 2009 года в Милане сумел пробиться в финал, однако в решающем матче со счётом 5:10 проиграл титулованному итальянцу Роберто Каммарелле и вынужден был довольствоваться серебром. За это достижение удостоен почётного звания «Заслуженный мастер спорта». В следующем году на европейском первенстве в Москве выиграл ещё одну бронзовую награду, на этот раз в полуфинале его остановил белорус Виктор Зуев. В 2011 году Капитоненко в четвёртый раз подряд стал чемпионом Украины в супертяжёлом весе, представлял страну на чемпионате мира в Баку, где, тем не менее, потерпел поражение уже во втором своём матче на турнире — со счётом 14:22 от немца Эрика Пфайфера.
В 2012 году Роман Капитоненко боксировал на квалификационных соревнованиях за право попадания на летние Олимпийские игры 2012 года в Лондон. Этот турнир в Трабзоне сложился для него неудачно, он опять проиграл Зуеву и лишился всякого шанса на участие в Олимпиаде. После поражение спортсмен принял решение завершить карьеру.